# NSC-34
Per NSC-34 (Neuroblastoma x Spinal Cord - 34) si intende una linea cellulare ottenuta da un ibridoma di neuroblastoma e motoneuroni, che rappresenta un ottimo sistema modello cellulare per lo studio di malattie come la SLA.

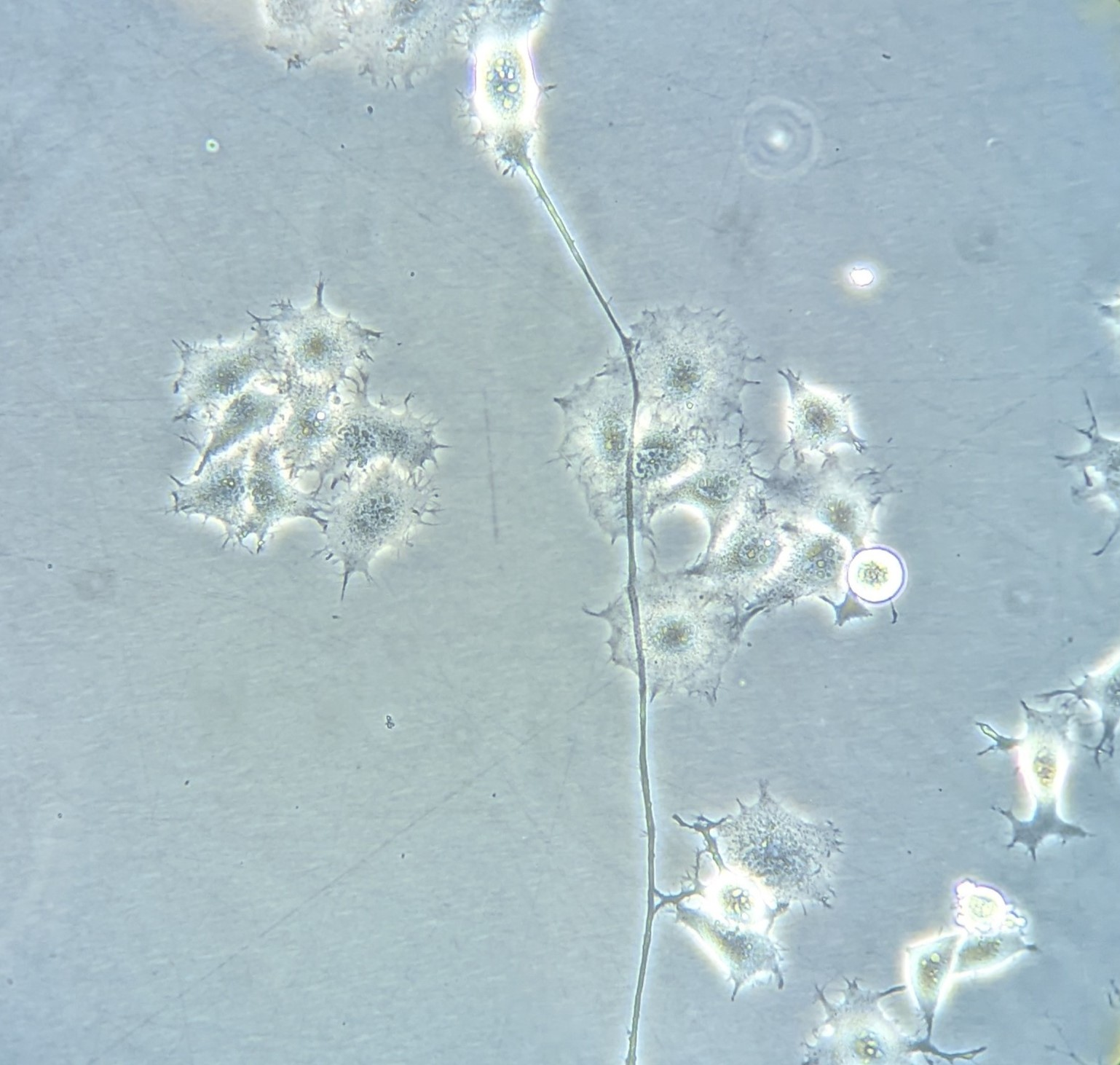
Coltura cellulare di NSC-34 osservata con microscopio invertito 40X

## Caratteristiche
Questo ibrido immortalizzato mostra un fenotipo multipolare simile ad un neurone ed esprime la colina acetiltransferasi. Inoltre, queste cellule esprimono proprietà aggiuntive attese dai motoneuroni, inclusa la generazione di potenziali d'azione, la sintesi, l'immagazzinamento e il rilascio dell'acetilcolina. Inoltre, le cellule NSC-34 inducono gruppi di recettori dell'acetilcolina su miotubi cocoltivati e subiscono uno switch vimentina-neurofilamento con la maturazione in coltura, simile a quella che si verifica nello sviluppo neuronale.